# Callejón de la Inquisición (Sevilla)

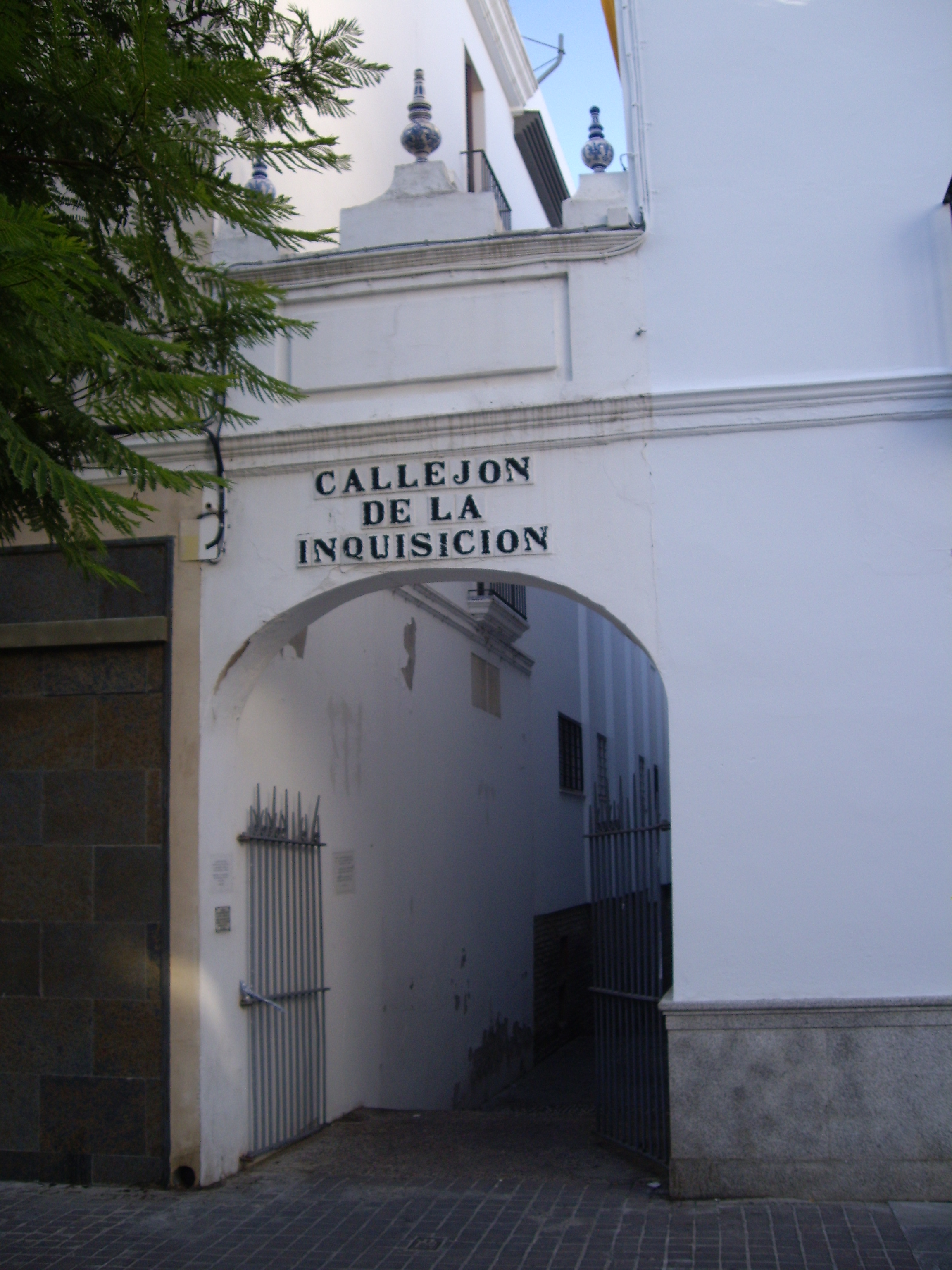
Callejón de la Inquisición desde la calle Castilla.

La barreduela o callejón de la Inquisición de Sevilla se encuentra en el barrio de Triana , de la ciudad española de Sevilla. Le corresponde el distrito postal 41010. 
Es un pasaje estrecho con unos 35 metros de longitud y un trazado rectilíneo, comunica el paseo de Nuestra Señora de la O junto al río Guadalquivir con la calle Castilla en su confluencia con la calle Callao. 

## Historia
Debe su denominación a encontrarse junto al Castillo de San Jorge, que fuera en otro tiempo la sede del Santo Oficio, cárcel de herejes y Tribunal de la Inquisición. Los reos que eran conducidos por este recorrido iban o bien a la cárcel para ser juzgados o bien a la hoguera de ser condenados. Durante siglo y medio fue el único resto del castillo, hasta que en 1992 con motivo de la demolición y posterior rehabilitación del mercado de Triana aflorasen los muros de la antigua fortificación. 
En su salida a la calle Castilla se abre con un muro, a modo de arco o puerta que dispone de cancela (la cual se cierra a la noche), y que se remata con tres pináculos cerámicos. El suelo del callejón es de canchos y va descendiéndose en la altura que lleva al río por pequeños tramos de escalera. Termina en un arco que da al paseo, construido al igual que el final de la calle en ladrillo visto.